# 杉村楚人冠記念館
杉村楚人冠記念館（すぎむらそじんかんきねんかん）は、千葉県我孫子市にある杉村楚人冠旧邸と邸宅庭園からなる記念館である。

## 概説

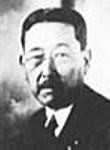
杉村楚人冠

杉村 楚人冠（そじんかん、本名 広太郎）は明治末期から昭和前期に東京朝日新聞社で活躍したジャーナリストである。我孫子の手賀沼の風光を好み、明治45年（1912年）に別荘として買い求めた後、関東大震災で二子を失う不幸に遭ったのを機に大正13年（1924年）に一家で移住。昭和20年（1945年）に息を引き取るまでこの地で暮らした。
現在の運営は我孫子市である。

## 施設概要
- サロン　楚人冠の胸像、日本海海戦の紙版、多くの記念品など飾られている。造り付けの本棚は地震対策である。

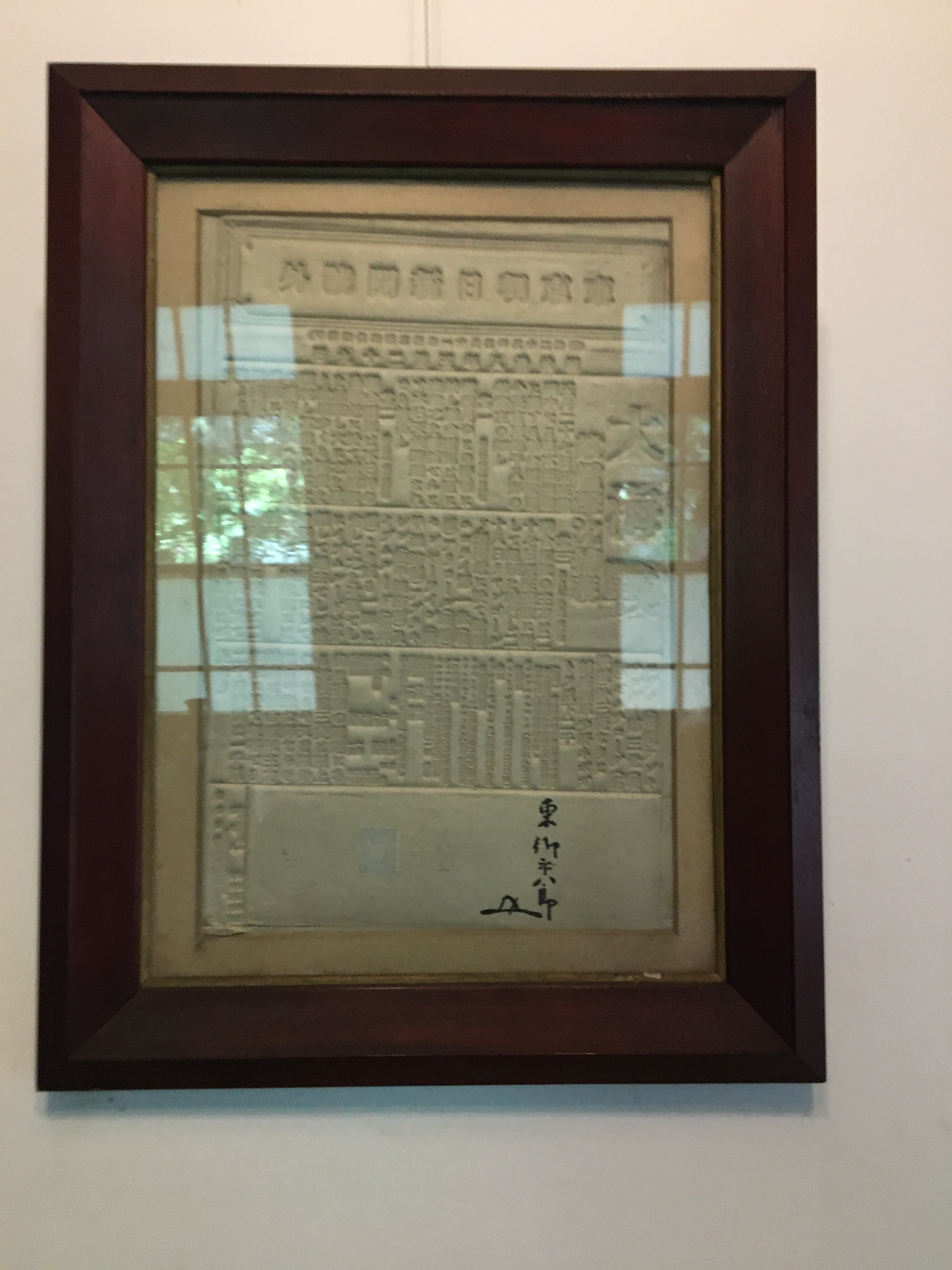
日本海海戦の紙版
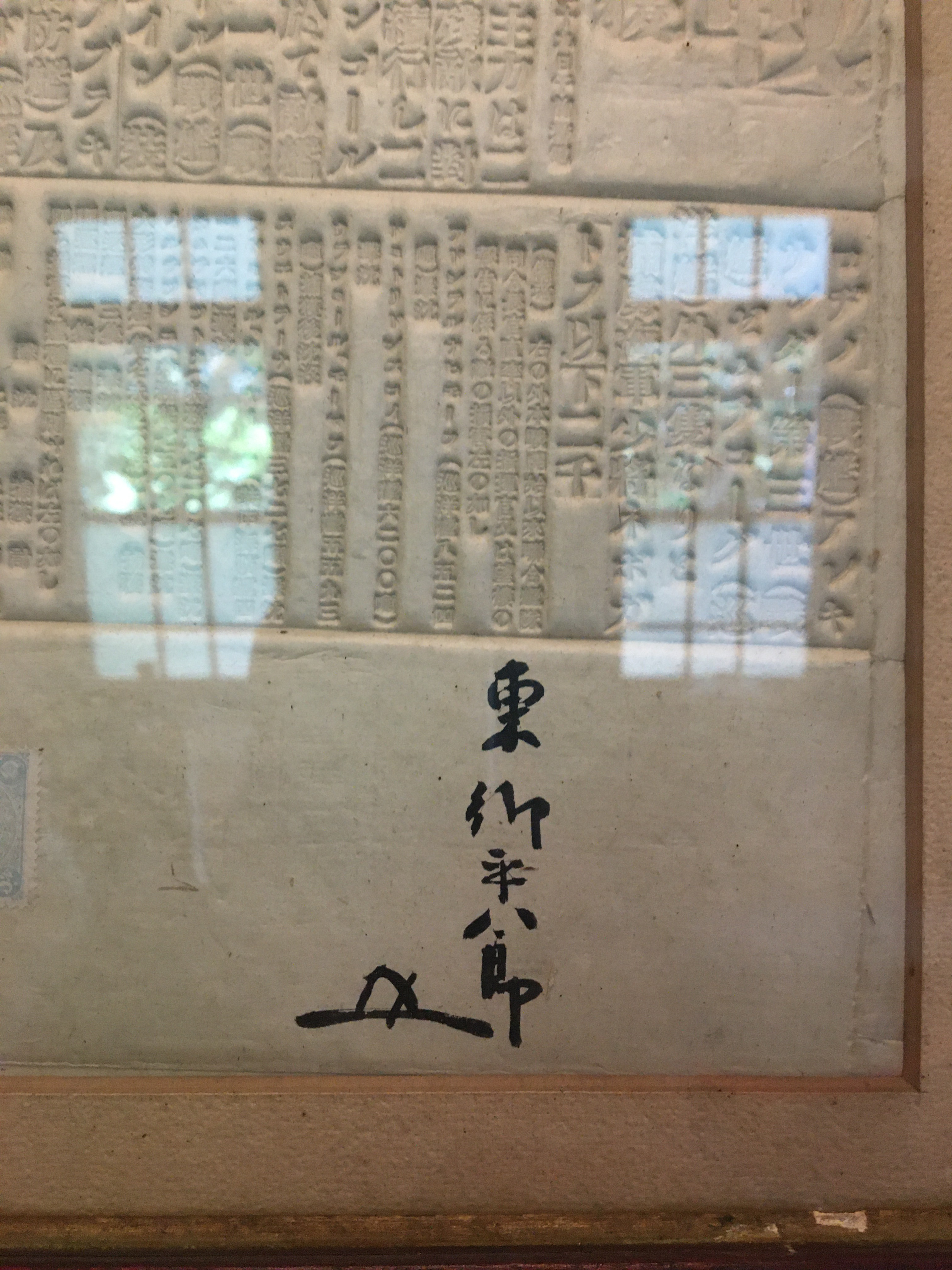
東郷平八郎のサイン

- 和室　茶室としても使えるように設計されており、押入れの中の箪笥は地震対策にもなっている。

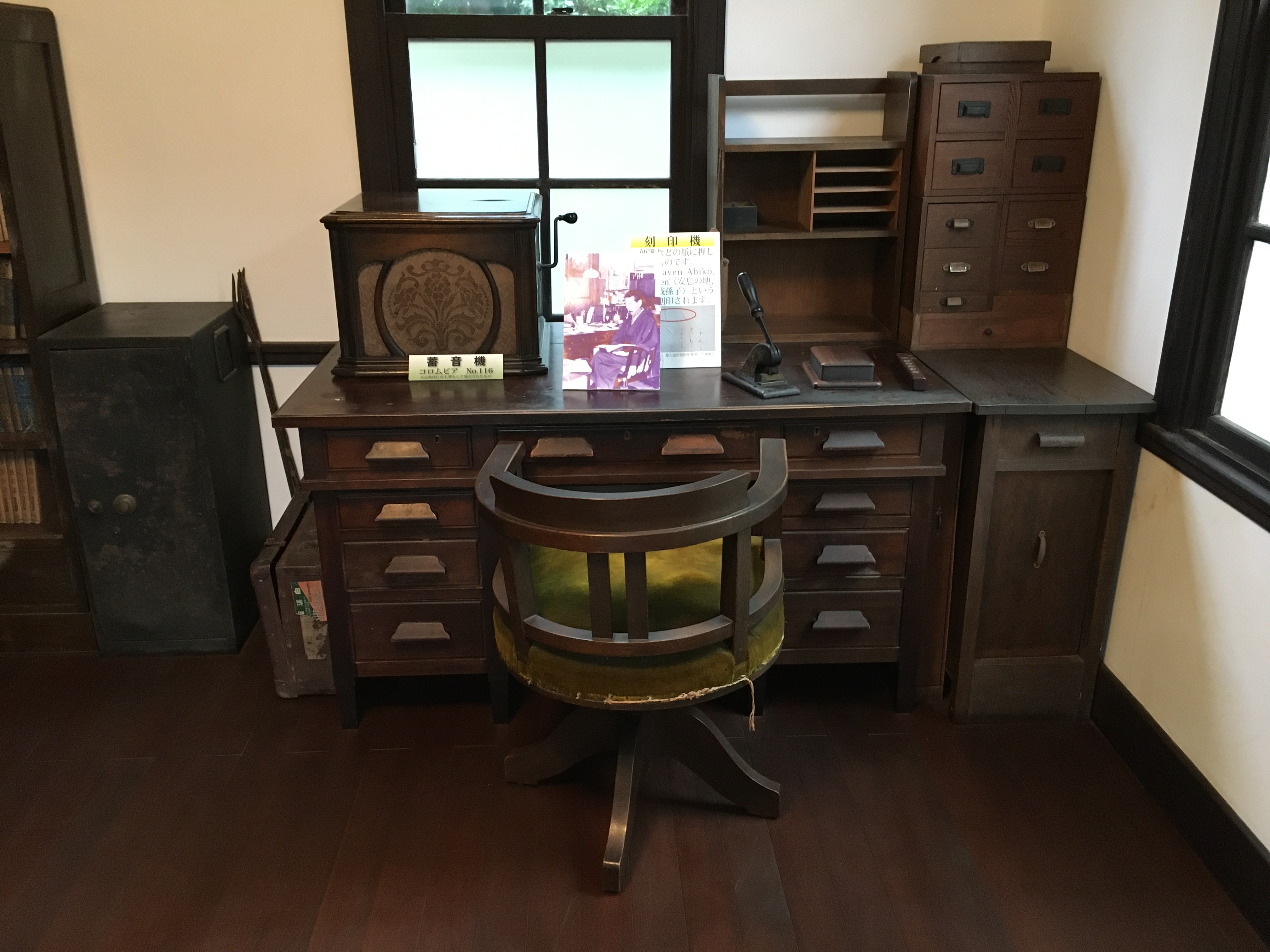
杉村の書斎の机と椅子

- 展示室１　当時の茶の間
- 展示室２　夫人の部屋
- 多目的室　当時の食器など展示
- 書斎　楚人冠の机や蔵書

- 澤の家　楚人冠母堂の居宅

## 利用案内

### 開館時間
- 9:00-16:30

### 休館日
- 毎週月曜日（月曜が休日の場合は直後の平日）
- 12月29日~1月3日

### 所在地
- 千葉県我孫子市市緑2-5-5

### 入場料
- 一般　300円
- 大学生・高校生　200円
- 団体20人以上2割引
- 3館共通券（白樺文学館、杉村楚人冠記念館、我孫子市鳥の博物館）　500円

### 交通
- JR常磐線・成田線我孫子駅　南口下車徒歩９分